# Yhdystie 1931
La route de liaison 1931 (en finnois : Yhdystie 1931)  est une route de liaison  dans la région de Finlande-Propre en Finlande.

## Description
La route de liaison 1931 part de Rauduinen à Teersalo à Naantali et va jusqu'a Mynämäki. 
La longueur de la route est de 11 kilomètres.

## Parcours
- Naantali
  - Rauduinen
  - Teersalo